# Vesitükimaa laiud
Vesitükimaa laiud est le nom de l'archipel d'îlots qui forment la péninsule de Sõrve, pointe sud du Comté de Saare.

## Géographie
L'archipel appartient à la commune de Torgu. Ses îles principales sont : 
- Siiasaar
- Lombimaa
- Vesitükimaa
- Pitkasääremaa

## Histoire
L'archipel est une aire protégée depuis 1971. Constitué de longues bandes de graviers mouvant continuellement, il est une zone importante de nidification de sauvagines. 